# Gettysburg (Dacota do Sul)
Gettysburg é uma cidade localizada no estado norte-americano de Dacota do Sul, no Condado de Potter.

## Demografia
Segundo o censo norte-americano de 2000, a sua população era de 1352 habitantes.
Em 2006, foi estimada uma população de 1154, um decréscimo de 198 (-14.6%).

## Geografia
De acordo com o United States Census Bureau tem uma área de
4,8 km², dos quais 4,8 km² cobertos por terra e 0,0 km² cobertos por água.

## Localidades na vizinhança
O diagrama seguinte representa as localidades num raio de 36 km ao redor de Gettysburg.